# John Tarleton (Politiker, 1719)
John Tarleton (* 6. März 1719 in Liverpool; † 1. September 1773 ebenda) war ein britischer Kaufmann und Bürgermeister von Liverpool.

## Leben
Tarleton war der Sohn des Kaufmanns Thomas Tarleton und somit ein Urenkel des englischen Kaufmanns Edward Tarleton. Er trat in die Fußstapfen seines Vaters und wurde ebenfalls als Kaufmann aktiv. Sein Hauptaugenmerk richtete er hierbei auf Afrika und die Westindischen Inseln. Im Zuge des steigenden Bedarfs an Arbeitskräften im Zuckerrohranbau wurde Tarleton Schiffseigner mehrerer Sklavenschiffe, unter anderem der Swan, der Tarleton in den 1750er Jahren und der John in den 1760er Jahren. Während der 1750er Jahre handelte er hierbei vor allem mit den Leeward Islands, besonders Antigua. Nach dem Siebenjährigen Krieg erweiterte er seine Aktivitäten auf Jamaika.
Zwischen 1748 und 1773 stieg Tarletons geschätztes Vermögen von 6.000 Pfund auf etwa 80.000 Pfund. Während in den 1750er Jahren sein Vermögen vor allem aus Schiffen und Gütern wie Zuckerrohr bestand, machte zum Zeitpunkt seines Todes Landbesitz in der Karibik, aber auch in England, wo er um 1770 Aigburth Hall, den alten Familiensitz seiner Vorfahren, kaufte, ein Drittel seines Vermögens aus. Seinem wirtschaftlichen Erfolg ist es zu verdanken, dass die Tarletons zu einer der angesehensten Liverpooler Kaufmannsfamilien in der zweiten Hälfte des 18. Jahrhunderts aufstiegen.
Dieser Rolle entsprechend war Tarleton Ratsherr im Stadtrat von Liverpool und bekleidete von 1764 bis 1765 das Amt des Bürgermeisters der Stadt. Diese Funktion hatten in der Vergangenheit bereits sein Urgroßvater und dessen Sohn Edward ausgeübt. 1767 wurde von einigen der einflussreichsten Kaufleute der Stadt der Wunsch an ihn herangetragen, für einen Sitz im House of Commons für den Liverpool umfassenden Wahlkreis zu kandidieren. Tarleton lehnte dies jedoch ab.
Am 25. Juni 1751 heiratete er Jane Parker († 23. Mai 1797). Aus der Ehe gingen fünf Söhne, unter anderem Banastre, John und Clayton Tarleton, und eine Tochter hervor. Der britische Admiral John Walter Tarleton ist ein Enkel seines Sohnes Thomas.